# Nidaros Futsal
Maillots
Le Nidaros Futsal est un club norvégien de futsal basé à Trondheim, et  fondé en 2003. En Europe, il est le premier club norvégien à participer à la Coupe de futsal de l'UEFA.

## Palmarès
- Championnat de Norvège (1)
  - Champion : 2009